# Percha (Einheit)
Percha war ein italienisches Längenmaß im Königreich Neapel.
Das Maß war von der regional unterschiedlichen Größe zwischen 1,838 und 2,3346 Meter geprägt. Es war  die italienische Rute und hatte auch den Zweitnamen Canna. So war im Großherzogtum Toskana
- 1 Percha = 5 Baccia = 2,3346 Meter[1]

Es war auch Zweitname des italienischen  Längen- und Ackermaßes Pertica, welches in Parma und Venedig als Längenmaß und  im Großherzogtum Toskana mit seinem Zentrum Florenz, Herzogtum Parma, Piacenza und Venedig als Flächenmaß galt.
Ferner galten:
Apulien, Kalabrien, Eboli und Foggia
- 1 Percha = 815 ½ Pariser Linien = 1,838 Meter

Capua
- 1 Percha = 838 4/5 Pariser Linien = 1,893 Meter

Neapel und Fiano
- 1 Percha = 873 7/10 Pariser Linien = 1,971 Meter

Salerno, Cagiano, Cava, Mocera und  Rocce
- 1 Percha = 893 ⅓ Pariser Linien = 2,014 Meter